# Grondwet van Turkije
De grondwet van de Republiek Turkije (Turks: Türkiye Cumhuriyeti Anayasası), ook wel bekend als de grondwet van 1982, is de grondwet van Turkije. Het vestigt de structuur van de overheid en beschrijft de principes en regels van het gedrag van de staat ten opzichte van zijn burgers . De grondwet stelt ook de rechten en plichten van burgers vast en stelt richtlijnen van de soevereiniteit die toebehoort aan de inwoners van Turkije. 
De Turkse grondwet erkent grondrechten als vrijheid van meningsuiting, pers, religie, vereniging en vergadering, bewegingsvrijheid, vrijheid van communicatie, recht op privacy en eigendom, eerlijke rechtsgang, vrijwaring van foltering en willekeurige aanhoudingen.

## Geschiedenis
De eerste grondwet van het Ottomaanse rijk werd aangenomen in 1876 en herzien in 1908. De huidige grondwet werd op 7 november 1982 geratificeerd. Het verving de eerdere grondwet uit 1961. De grondwet werd achttien keer gewijzigd, waarvan drie keer via een referendum: 2007, 2010 en 2017. 
Sinds de oprichting heeft de moderne Turkse vier grondwetten gehad: 
- De grondwet van 1921
- De grondwet van 1924
- De grondwet van 1961
- De huidige grondwet van 1982.

De huidige grondwet werd geratificeerd door een volksreferendum tijdens de militaire junta van 1980-1983. Sinds de ratificatie in 1982 heeft de huidige grondwet toezicht gehouden op vele belangrijke gebeurtenissen en veranderingen in Turkije, en is de grondwet vele malen gewijzigd vanwege wereldwijde en regionale geopolitieke conjuncturen. De laatste belangrijke wijzigingen zijn in het jaar 2010 aangebracht.

## Overzicht

### Deel één: grondbeginselen
De grondwet stelt dat Turkije een seculiere (2.1) en democratische (2.1) republiek (1.1) is die zijn soevereiniteit (6.1) ontleent aan het volk. De soevereiniteit berust bij de Turkse natie, die vertegenwoordigt wordt door een gekozen eenkamerstelsel, de Grote Nationale Assemblee van Turkije. 
Artikel 4 verklaart de principiële onwijzigbaarheid van de grondbeginselen van Turkije dat gedefinieerd staat in de eerste drie artikelen. Het basiskarakter van Turkije is laïcité (2), sociale gelijkheid (2), gelijkheid voor de wet (10), de Republikeinse regeringsvorm (1), en de ondeelbaarheid van de Republiek Turkije (3.1). Dit betekent dat Turkije geregeerd moet worden als een unitaire natiestaat, dat gebaseerd is op de principes van een seculiere democratie. 

### Deel twee: individuele en groepsrechten

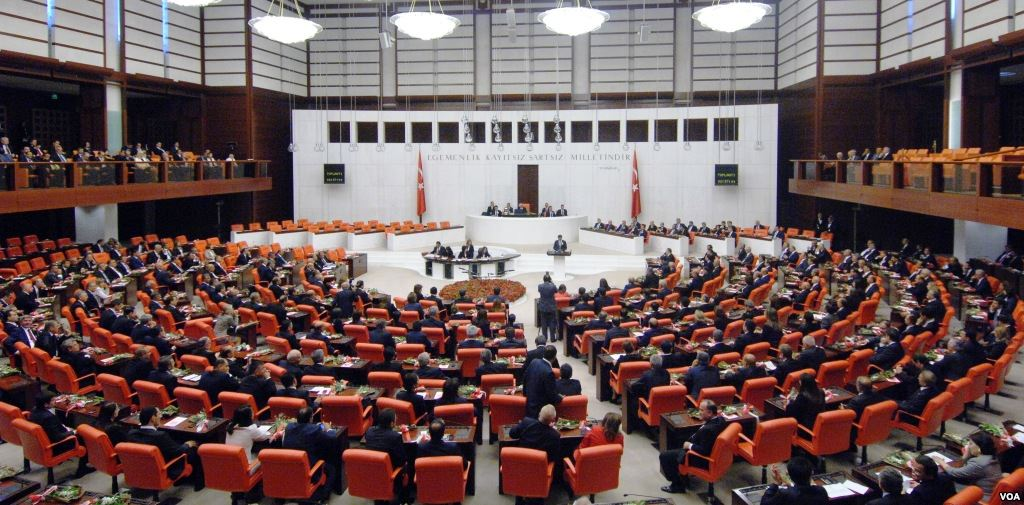
Parlement van Turkije

Deel twee van de grondwet staan de belangrijkste rechten van de burgers. Artikel 12 garandeert de "fundamentele rechten en vrijheden" die gedefinieerd zijn als: 
- Artikel 17 : Persoonlijke onschendbaarheid (recht op leven)
- Artikel 18 : Verbod op gedwongen arbeid
- Artikel 19 : Persoonlijke vrijheid en veiligheid
- Artikel 20 : Privacy van het individuele leven
- Artikel 21 : Onschendbaarheid van de woonplaats
- Artikel 22 : Vrijheid van communicatie
- Artikel 23 : Vrijheid van verblijf en verkeer
- Artikel 24 : Vrijheid van godsdienst en geweten
- Artikel 25 : Vrijheid van gedachte en mening
- Artikel 26 : Vrijheid van meningsuiting en verspreiding van gedachten
- Artikel 27 : Vrijheid van wetenschap en kunst
- Artikel 35 : Recht op eigendom

### Deel drie: Overheidsorganen

#### Wetgevende macht
Artikel 6 van de Grondwet bevestigt dat "de soevereiniteit volledig en onvoorwaardelijk berust bij de natie" en dat "de Turkse natie haar soevereiniteit zal uitoefenen via de geautoriseerde organen die voorgeschreven staan in de Grondwet neergelegde beginselen". Hetzelfde artikel sluit ook de delegatie van soevereiniteit uit aan een individu of een groep en bevestigt dat "geen enkele persoon of instantie enig staatsgezag zal uitoefenen dat niet voortvloeit uit de Grondwet". Artikel 80 bevestigt het principe van nationale soevereiniteit: "leden van de Turkse Grote Nationale Vergadering vertegenwoordigen niet alleen hun eigen kiesdistricten, maar de natie als geheel". 
Artikel 7 voorziet in de oprichting van een eenkamerparlement. 
De artikelen 75 t/m 100 stellen de regels vast voor de verkiezingen en het functioneren van het parlement als wetgevend orgaan, evenals de parlementaire immuniteit (Art. 83). Volgens de artikelen 87 en 88 kunnen zowel de regering als het parlement wetten voorstellen, maar alleen het parlement is bevoegd om wetten uit te voeren (Art. 87) en verdragen van de Republiek met andere soevereine staten te ratificeren (Art. 90). 

#### Rechterlijke macht

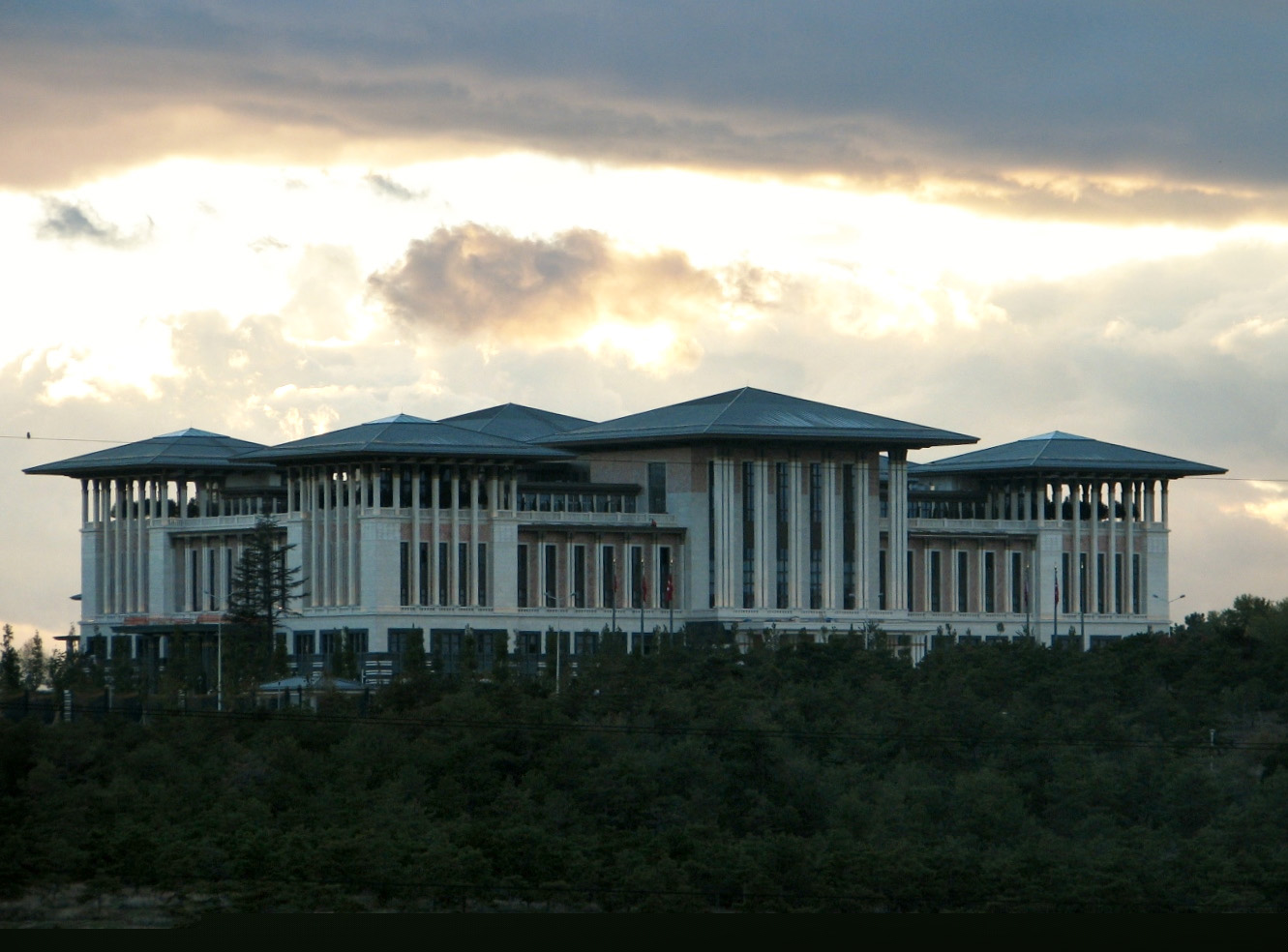
Presidentieel paleis

Artikel 9 bevestigt dat de rechterlijke macht uitgeoefend zal worden door onafhankelijke rechtbanken. Artikellen 137 t/m 140 stipuleren de regels met betrekking tot het functioneren van het rechterlijke macht en garandeert hun onafhankelijkheid. De rechterlijke macht is in overeenstemming met het beginsel van scheiding der machten.   

#### Uitvoerende macht
Volgens artikel acht berust de uitvoerende macht bij de president en de ministerraad.  
De artikelen 117 t/m 132 bepalen de instellingen zoals universiteiten, lokale overheden, openbare diensten en staatsveiligheid.   

##### Nationale veiligheid
De Turkse strijdkrachten (TSK) zijn ondergeschikt aan de president, die in zijn hoedanigheid als opperbevelhebber van het leger optreedt. De stafchef van TSK legt verantwoording af bij de Turkse minister van Defensie.  
Volgens artikel 118 is de Nationale Veiligheidsraad een adviesorgaan. Deze organisatie bestaat uit de stafchef, de belangrijkste commandanten het leger, de president en enkele leden van de ministerraad. 